# 菲律賓扁葉芋
菲律賓扁葉芋（学名：Homalomena philippinensis）为天南星科扁葉芋屬下的一个种。